# Georg von Breunig

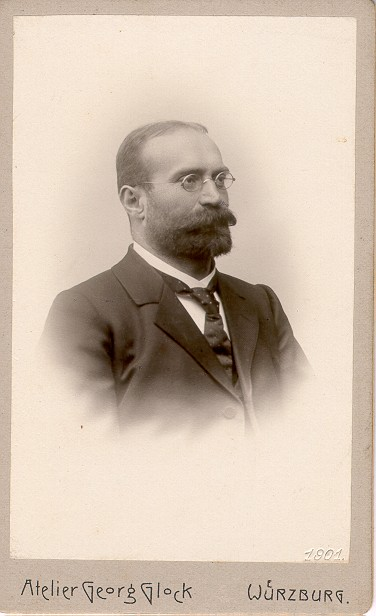
Georg Ritter von Breunig

Georg Breunig, seit 1907 Ritter von Breunig, (* 1. August 1855 in Dettelbach; † 6. Januar 1933 in München) war ein bayerischer Finanzbeamter und Politiker. Unter anderem war er Staatsminister der Finanzen.

## Leben

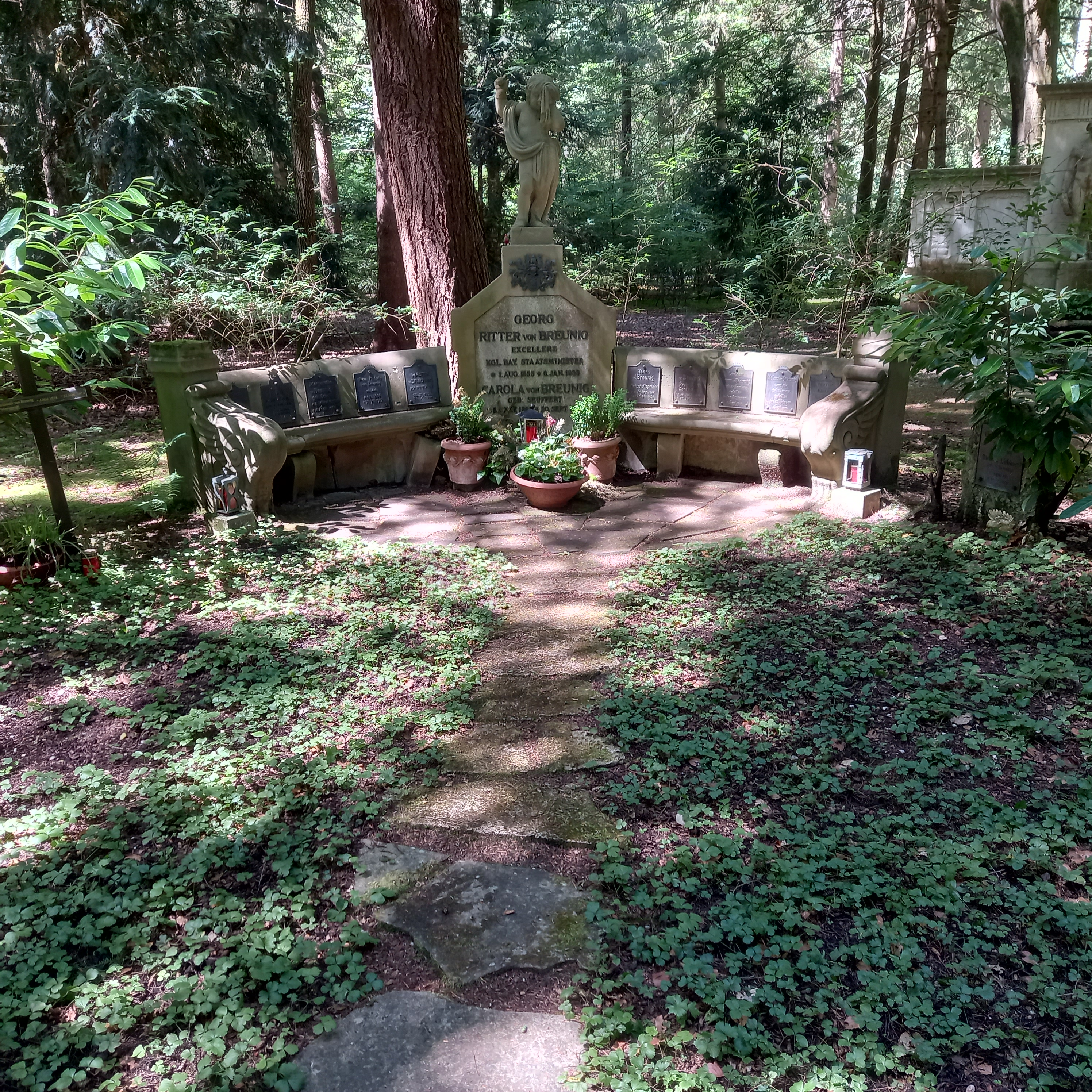
Das Grab von Georg Ritter von Breunig und seiner Ehefrau Carola geborene Seuffert im Familiengrab auf dem Waldfriedhof (München)

Georg Breunig wurde am 1. August 1855 in der zur unterfränkischen Stadt Dettelbach gehörenden Lamprechtsmühle geboren. 
Breunig studierte Jura in Würzburg, Berlin und Leipzig. Während seines Studiums wurde er Mitglied des Akademischen Gesangvereins Würzburg im Sondershäuser Verband. Nach dem Examen trat er in den bayerischen Staatsdienst ein und arbeitet bei den Regierungen in Augsburg und Würzburg. 1903 wurde er Ministerialrat und Kronanwalt im Finanzministerium, 1909 Staatsrat. Er war vom 12. Februar 1912 bis zum 8. November 1918 bayerischer Staatsminister der Finanzen in den Kabinetten Hertling und Dandl, der letzte des Königreichs Bayern. 1913 war er an der Durchsetzung der Erhebung des Prinzregenten Ludwig zum König Ludwig III. von Bayern beteiligt. 1918 erreichte er die Errichtung des Reichsfinanzhofs in München, an dem er von 1920 bis zu seinem Ruhestand 1923 als Senatspräsident tätig war.
1907 war Breunig durch Prinzregent Luitpold mit dem Ritterkreuz des Verdienstordens der Bayerischen Krone beliehen worden. Damit verbunden war die Erhebung in den persönlichen Adelsstand und er durfte sich nach der Eintragung in die Adelsmatrikel Ritter von Breunig nennen.

## Werke
- Die bayerischen Staats- und Gemeindesteuergesetze vom 14. August 1910 / erl. und mit den Vollzugsvorschriften. München 1911.
- Kommentar zum Gesetz über das Reichsnotopfer vom 31. Dezember 1919/30. April 1920, zum Gesetz, betr. die beschleunigte Veranlagung und Erhebung des Reichsnotopfers vom 22. Dezember 1920 und zu den einschlägigen Bestimmungen der Reichsabgabenordnung nebst allen Ausführungsbestimmungen und dem Ausgleichsbesteuerungsgesetz. Berlin 1921 (zusammen mit Karl von Lewinski).